# Dora E. Angelaki
Dora Angelaki est une neuroscientifique grecque, professeure de neuroscience à la Tandon School of Engineering de l'université de New York (ancienne université polytechnique de New York). Auparavant, elle a été « professeure de neurosciences Wilhelmina Robertson » au Baylor College of Medicine. Elle est aussi rédactrice en chef du Journal of Neuroscience. Son sujet d'étude est le flux d'informations multisensorielles entre les zones corticales et sous-corticales du cerveau. Ses recherches portent sur la navigation spatiale et les circuits décisionnels. Elle a été élue à l'Académie nationale des sciences en 2014.

## Enfance et éducation
Angelaki a grandi en Crète. Elle a étudié l'électrotechnique à l'Université polytechnique nationale d'Athènes. Au cours de ses études de premier cycle, Angelaki s'est intéressée au génie biomédical et a commencé à lire des articles de biologie parallèlement à son diplôme. Elle est partie à l'université du Minnesota pour ses études supérieures et a obtenu son doctorat en génie biomédical en 1991,. Ses recherches portaient sur le système vestibulaire, un ensemble de passages remplis de liquide dans l'oreille interne qui contrôle l'orientation spatiale et le maintien de la posture,,. Angelaki a été nommée chercheuse postdoctorale à la branche médicale de l'université du Texas. Elle a effectué une autre bourse postdoctorale à l'université de Zurich, où elle a travaillé avec Volker Henn et Bernhard Hess. À Zurich, Angelaki a étudié les nerfs afférents des otolithes.

## Recherche et carrière
Angelaki a été nommée professeur adjoint à l'université du Mississippi en 1993 . Elle a étudié les structures sensorielles du système vestibulaire. Au Mississippi, Angelaki a obtenu un financement pour étudier l'organisation tridimensionnelle du nerf oculomoteur Elle est partie à l'Université Washington de Saint-Louis en 1999, où elle a été nommée titulaire de la chaire de neurobiologie en 2003,. En 2011, Angelaki a été nommée professeure Wilhelmina Robertson et directrice du département de neuroscience du Baylor College of Medicine. Elle occupe un poste conjoint à l'Université Rice. En 2016, elle participe au International Brain Laboratory.
Elle étudie la communication entre les cellules du cerveau. Elle a reçu le prix présidentiel de début de carrière pour les scientifiques et ingénieurs (Presidential Early Career Award for Scientists and Engineers) en 1996. Elle étudie les neurosciences computationnelles, cognitives et systémiques. Elle s'intéresse à l'orientation dans l'espace et à la navigation chez les humains et les primates. Elle combine l'analyse comportementale avec l'enregistrement multi-électrodes, les sondes laminaires et la microsimulation. Angelaki examine comment le comportement cognitif est produit dans des populations neuronales. Elle a identifié la manière dont le cerveau intègre les informations issues de la rotation et du mouvement linéaire de la tête avec sa réponse à la gravité. Angelaki a démontré que les neurones du lobe pariétal étaient impliqués dans la prise de décision. Angelaki a étudié les changements dans le calcul neuronal chez les personnes atteintes d'autisme,. Elle a montré que les personnes atteintes d'autisme présentent souvent des déséquilibres affectant le mécanisme équilibrant entre l'excitation neurale et l'inhibition neurale, appelé normalisation divisive. En 2013, Angelaki a été nommée rédactrice en chef du Journal of Neuroscience.
Angelaki a rejoint la Tandon School of Engineering de l'Université de New York, où ses recherches portent sur les différences entre le cerveau humain et l'intelligence artificielle,.

## Prix et distinctions
- 1992 : Bourse postdoctorale des National Institutes of Health[17]
- 1996 : Récompense présidentielle de début de carrière pour scientifiques et ingénieurs[18]
- 2006 : Médaille Halpike-Nylen de la société Bárány[17]
- 2011 : Conférences Grass de la Society for Neuroscience[17]
- 2012 : Prix Pradel de l'Académie nationale des sciences [19]
- 2014 : Élue à l'Académie nationale des sciences[20]

## Vie privée
Angelaki est mariée à J. David Dickman, neurobiologiste au Baylor College of Medicine. Ils ont deux filles.